# Niedermorschwihr
Niedermorschwihr é uma comuna francesa na região administrativa de Grande Leste, no departamento Alto Reno. Estende-se por uma área de 3,35 km². Em 2010 a comuna tinha 563 habitantes (densidade: 168,1 hab./km²).